# 윤시동

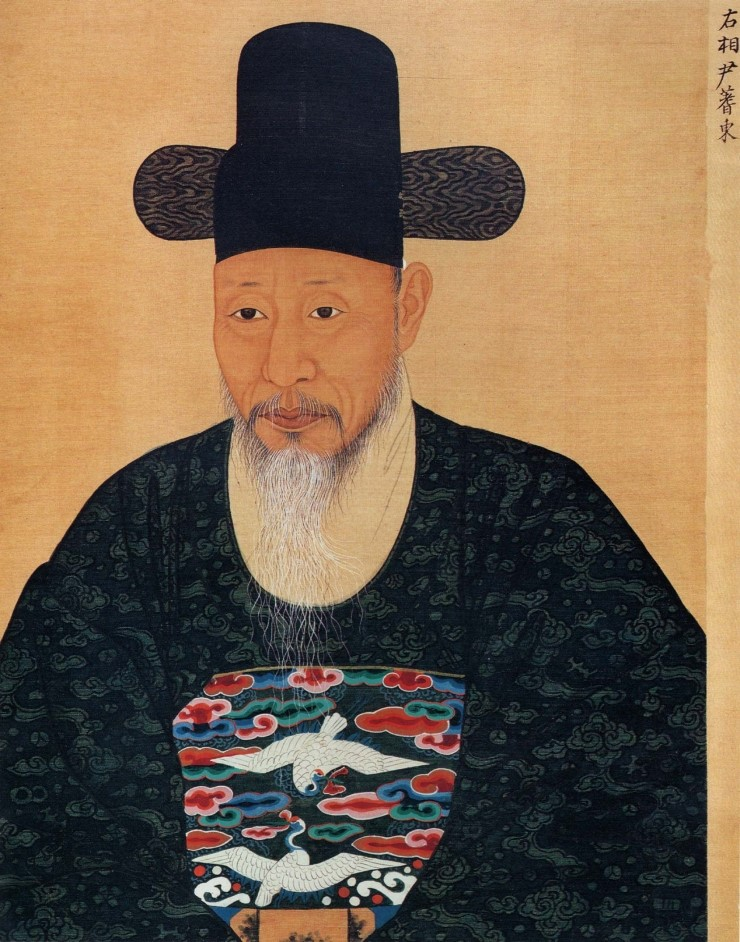
윤시동

윤시동(尹蓍東, 1729년~1797년)은 조선 후기의 문신이다. 영조, 정조 재위기간 동안 수차례 유배를 당한 것으로 유명하다. 자는 백상(伯常), 호는 방한(方閒)이며 시호는 문익(文翼), 본관은 해평(海平)이다.

## 생애
1754년 문과에 급제하여 이듬해 세자시강원 설서가 되었다. 그러나 이후 사헌부 지평으로서 1756년에 조운규(趙雲逵)가 종조부(從祖父)인 윤급(尹汲)을 제치고 평안도 관찰사에 임명된데 앙심을 품고 조운규의 아버지인 조영국(趙榮國)을 탄핵하였다. 이때 영조는“네가 벼슬을 하고나서부터는 마땅히 공정한 마음으로 나라에 보답해야 할 것인데, 이번에 탄박(彈駁)한 것은 무슨 뜻이냐? 당습(黨習)은 고사하고 너의 종조(從祖)가 관서백이 되지 못하자 조운규(趙雲逵)에게 앙심을 품고 그런 것이다. 장차 어찌 너를 쓰겠는가? 너의 집에서 늙어 죽는 것이 마땅하다.”며 윤시동을 방귀전리(放歸田里, 파직하여 시골로 내쫓음)했다. 그러나 1765년에 풀려나 부교리가 되었고 몇 달뒤 제주 목사에 제수되었다. 그러나 윤시동은 늙은 어머니를 돌봐야 한다는 이유로 사직했다. 사직후 승지가 되었으며 1775년에 도승지가 되고 경기도 관찰사에 제수되었다. 그러나 박재원(朴在源)에게 다시 당론을 논한 죄로 탄핵당하여 남해현(南海縣)에 유배되었으나 1년 뒤 노모를 봉양해야 한다는 이유로 석방되었다. 이후 1781년에 공조참판, 이듬해에 사간원 대사간이 되었고 《갱장록(羹墻錄)》의 찬집 당상, 연이어 비변사 당상이 되었다. 다음해 사헌부 대사헌에 이르렀고 한성부 판윤을 거쳐 예조판서가 되었다. 그러나 1787년 이조판서가 되어 여러차례 정조의 명을 업신여겼다는 이유로 파직되었다. 그러나 이후에도 정조의 신임을 받아 여러 관직에 제수되었으나 사직과 파직을 반복하였고 의정부 우의정에 재임중인 1797년에 사망하였다.

## 졸기
의정부 우의정 윤시동(尹蓍東)이 죽었다. 시동의 자는 백상(伯祥)인데 고 판서 윤급(尹汲)의 종손(從孫)이다. 영조 갑술년에 과거에 급제하여 삼사에 출입하며 언론을 주장하다가 남북으로 귀양 가는 등 관계에서 여러 번 미끄러졌다가 기용되었다. 지금 주상 병오년에 비로소 죄명을 깨끗이 씻어주었고 을묘년 이후로 더욱 발탁되어 쓰였다. 젊어서부터 나라의 고실(故實)에 대하여 많이 알고 군국의 기무에 통달하였다. 김종수(金鍾秀)·심환지(沈煥之)의 한 무리와 함께 진출하였는데, 김씨와 홍씨의 두 외척이 전(田)·두(竇)의 다툼을 벌일 때6218) 항상 조정(調停)의 논리를 주장하였다. 을묘년에 정승이 되어 국정을 총괄하는 책임을 맡았다가 얼마 안 되어 죽었다. 하교하기를,
“우상이 서거하였으니 나랏일을 볼 때 차라리 말하고 싶지 않다. 이 대신은 본래 조정과 재야의 명망을 지녔는데, 정승이 된 뒤에 여론을 들어보니 본말(本末)이 조화를 이루었다는 것을 대강 알 수 있었다. 전적으로 위임시켜 효과를 기대하는 터였으므로 두루 잘 다스리리라 묘당을 믿었더니 이제 그만이로구나. 어찌 그리도 급히 가버렸단 말인가. 비록 그의 집을 찾아가 조문하고 교상(橋上)에서 거애(擧哀)하지는 못하지만, 전례를 살펴서 죽음을 슬퍼하는 예를 갖추어 시행하라. 내각(內閣)의 치제(致祭)는 성복(成服) 전에 시행하고 대신의 시호는 으레 장사 전에 의논하였으니, 홍문관으로 하여금 제때에 맞추어 회의하도록 하라.”

## 가족 관계
- 증조부 : 윤세기(尹世紀)
  - 할아버지 : 윤식(尹湜)
    - 숙부 : 윤득경(尹得敬)
    - 아버지 : 윤득민(尹得民)
    - 어머니 : 조정빈(趙鼎彬)의 딸
      - 부인 : 유탁기(兪拓基)의 딸
      - 부인 : 김흡(金熻)의 딸